# پل-امیل دی سوزا
پل-امیل دی سوزا (انگلیسی: Paul-Émile de Souza; زاده ۱۴ ژوئیهٔ ۱۹۳۰ – درگذشته ۱۷ ژوئن ۱۹۹۹) سیاستمدار اهل بنین بود. وی از ۱۳ دسامبر ۱۹۶۹ تا ۷ مه ۱۹۷۰ رئیس‌جمهور این کشور بود.
پل-امیل دی سوزا در ۱۷ ژوئن ۱۹۹۹، در سن ۶۸ سالگی درگذشت.